# タカタ (ベネズエラ)
タカタ（Tácata）は、ベネズエラのミランダ州グアイカイプロ市にある地区である。行政上はタカタ区をなす。
トゥイの谷の西の端にあり、トゥイ川にグアレ川が流れ込む合流点に位置する。
タカタの地には、スペイン人の侵攻以前からインディオの暮らす村があった。スペインはここに町を公式に設定し、植民地時代の18世紀にはカカオの農園があった。
独立後はグアイカイプロ郡タカタ市の中心になったが、1980年代の地方制度改革でグアイカイプロ市タカタ区になった。